# Spartan Cruiser
Spartan Cruiser byl britský třímotorový dopravní letoun pro 6 až 10 cestujících, který postavila společnost Spartan Aircraft Limited sídlící v East Cowes na ostrově Wight. 

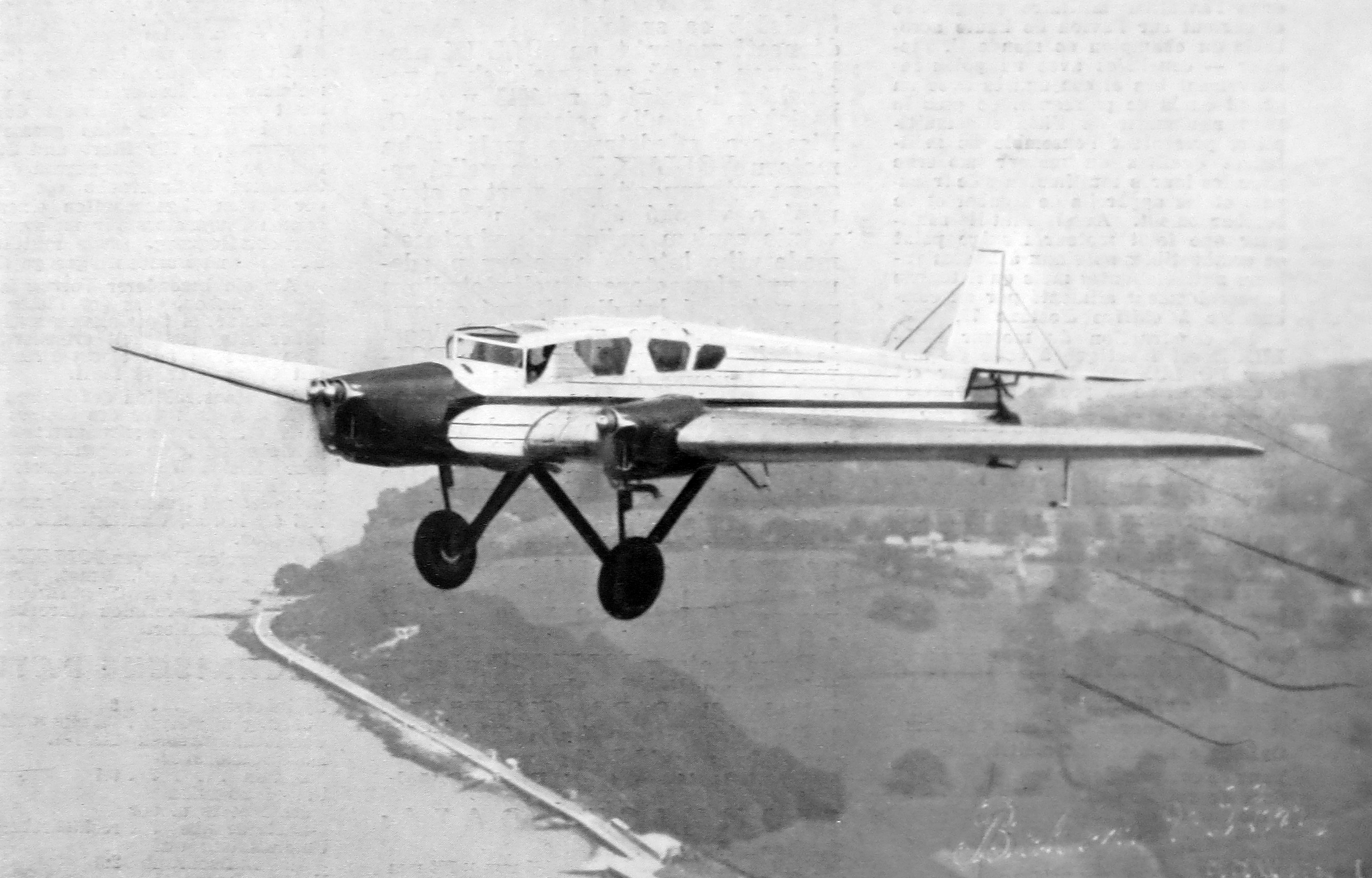
Spartan Cruiser (Bulletin Walter, č. 6, červen 1934)

## Vznik a vývoj
Předchůdcem tohoto typu byl spojovací letoun Saro Percival Monoplane, třímotorový letoun s dřevěným křídlem navržený Edgarem Percivalem a postavený společností Saunders-Roe Limited (Saro) v roce 1931, který poprvé vzlétl v roce 1932. Tento letoun však nedosáhl komerčního úspěchu, proto byl překonstruován na dopravní letoun. Díky majetkově úzkým vazbám mezi společnostmi Saunders-Roe a Spartan Aircraft byl rozpracovaný projekt letounu Spartan A.24 Mailplane dokončen u Spartanu jako Spartan Cruiser. Prototyp letounu Spartan Cruiser (imatrikulace G-ABTY) byl zalétán v květnu 1932, když jej pilotoval Louis Strange. Původní uspořádání třímotorového dolnoplošníku  bylo zachováno, ale trup z překližky byl nahrazen celokovovou konstrukcí. Tato verze měla s dvoučlennou posádkou kapacitu šest cestujících.

Po představení veřejnosti 27. června 1932 na letišti v Hendonu na severu Londýna bylo s tímto letounem vykonáno evropské prodejní turné. Tato ukázka se ukázala jako velmi užitečná, protože jugoslávská letecká společnost Aeroput si objednala 2 letouny a zakoupila licenci na stavbu dalších letounů, která byla realizována továrnou na výrobu letadel Zmaj. 

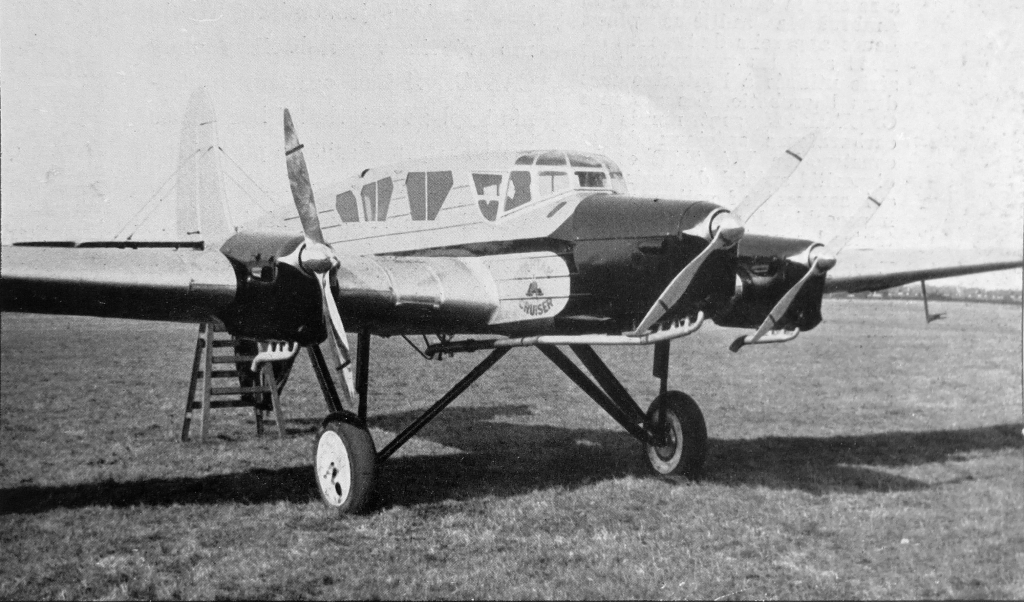
Spartan Cruiser II a motory Walter Major 4

Původní Cruiser byl později přepracován na verzi Spartan Cruiser II s upraveným trupem a kokpitem. První Cruiser II (G-ACBM) poháněný motory Cirrus Hermes IV letěl poprvé v únoru 1933. Nejvíce letounů Spartan Cruiser II bylo s třemi motory de Havilland Gipsy Major o výkonu 130 k (97 kW). V letech 1933 a 1934 bylo postaveno společností Spartan celkem 12 letounů verze Cruiser II (výr. č. 2-12, 14), z nichž pět bylo prodáno do zahraničí. Letoun s imatrikulací G-ACOU (později OK-ATM) byl poháněn československým motorem Walter Major 4.
Dalším vývojovým stupněm byl Spartan Cruiser III s aerodynamicky upraveným trupem pro osm cestujících, s upraveným čelním sklem a hlavním podvozkem. Pro leteckou společnost Spartan Air Lines pak byly postaveny tři letouny Cruiser III (G-ACYK, G-ADEL a G-ADEM).

## Operační nasazení

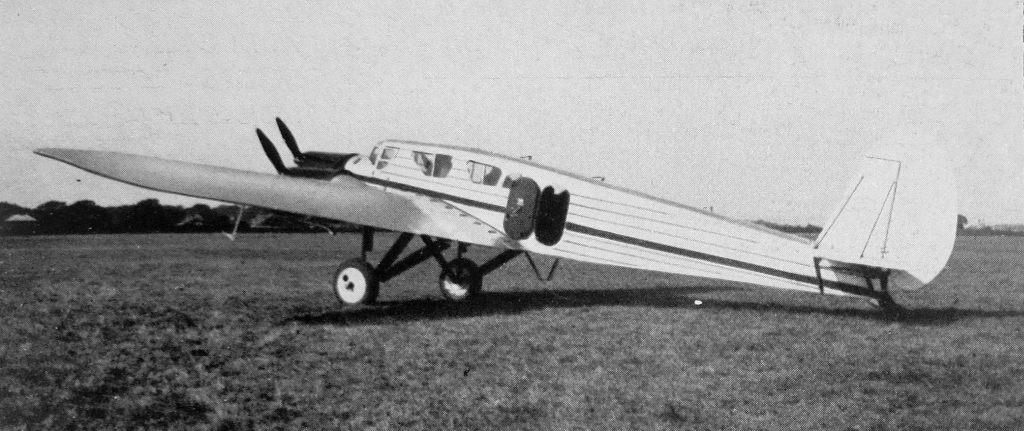
Spartan Cruiser II a s motory Walter Major 4

Hlavním uživatelem byla letecká společnost Spartan Air Lines Ltd., která vznikla za účelem provozování dopravní linky mezi Londýnem a Cowes na ostrově Wight. V dubnu 1933 Spartan Air Lines zpočátku provozovala jeden letoun Cruiser I (G-ABTY) a dva letouny Cruiser II (G-ACDW a G-ACDX) z londýnského letiště Heston. Ve třicátých letech minulého století narůstal počet Britů, kteří si mohli dovolit na víkendy cestovat do různých letovisek „na otočku“. Obliba letounů Spartan Cruiser u cestujících zařadila tyto stroje jako tahouny víkendové letecké přepravy.
Zkušený šéfpilot společnosti Spartan Air Lines P. W. Lynch Bloss vykonal v zimě 1933 legendární let do Sydney a Melbourne v Austrálii. Z Anglie odletěl na letounu s imatrikulací G-ACDW společně s poslancem britského parlamentu Crawfordem Greenem za hustého deště v úterý 10. října 1933 a do australského Sydney dorazili po dlouhé cestě 30. října. Zpět do Anglie nakonec přiletěli ve zdraví dne 26. prosince 1933 a zanechali za sebou vzdálenost 51 200 km.
Do Jugoslávie byly prodány na podzim 1933 a na jaře 1934 letouny výr. č. 5 a 6 s imatrikulací G-ACJO (YU-SAN) a G-ACMW (YU-SAO). Licenční letoun Cruiser II postavený v květnu 1935 společností Zmaj v srbském Zemunu nesl imatrikulaci YU-SAP. Všechny tyto letouny byly provozovány leteckou společností Aeroput (Lublaň, Sušak, Niš). První 2 byly provozovány až do zabavení v roce 1941 Německem, letoun YU-SAP skončil havárií 15.7.1936 nedaleko slovinské Hrušice u Jesenic.
Letecká společnost Iraq Airwork Limited si objednala jedno letadlo pro dopravní trasu mezi Bagdádem a Mosulem, další letadlo bylo objednáno společností Misr Airwork Limited, egyptskou pobočkou Iraq Airwork. Dva letouny Cruiser II a jeden Cruiser III byly zařazeny do služby v RAF v roce 1940.
Dva původně ve Spojeném království imatrikulované letouny Cruiser II (výr. č. 8/G-ACNO a č. 9/G-ACOU) byly s československou imatrikulací OK-ATQ (motor Gipsy III) a OK-ATM (motor Walter Major 4) zapsány do leteckého rejstříku v březnu 1934. Baťova letecká společnost je provozovala pět roků až do března 1939, kdy byly z rejstříku vymazány. Byly totiž po okupaci zabaveny nacistickým Německem. Poté došlo ihned k demontáži jejich vrtulí a o něco později se na nich objevily německé registrace D-CATQ resp. D-CATM. Přes Brno a Prahu o pár měsíců později přeletěly  do Německa a zde ještě nějaký čas létaly jako kurýrní letouny u jedné dopravní letky Luftwaffe na letišti nedaleko Berlína.
Trup letounu Cruiser III (G-ACYK) je vystaven v Národním leteckém muzeu (National Museum of Flight Scotland) v East Fortune ve Skotsku (30 km východně od Edinburghu). Jedná se o letadlo, které havarovalo v roce 1938. V roce 1973 byla kabinová sekce přesunuta vrtulníkem z místa havárie poblíž pobřežního městečka Largs ve Skotsku (asi 50 km západně od Glasgow) do leteckého muzea.

## Uživatelé

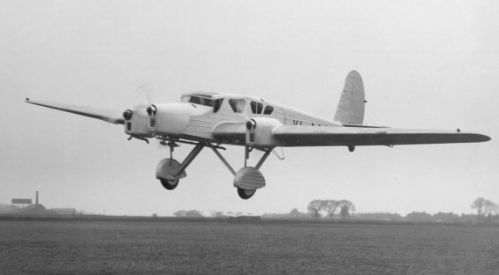
Cruiser II (G-ACBM)

### Civilní
- Československo
  - Baťova letecká společnost (1934-1939)

- Egypt
  - Misr Airwork Limited

- Indie
  - Patijálský mahárádža

- Irácké království
  - Iraq Airwork Limited

- Království Srbů, Chorvatů a Slovinců
  - Aeroput

- Spojené království
  - British Airways (1936-1940)
  - Northern and Scottish Airways (1936)
  - Railway Air Services (1936)
  - Scottish Airways (1936-1938)
  - Spartan Air Lines (1933-1935)
  - United Airways (1934)

### Vojenští
- Království Srbů, Chorvatů a Slovinců
  - Jugoslávské královské letectvo  - dva letouny zařazeny do služby v roce 1940
- Spojené království
  - Royal Air Force

## Specifikace (Cruiser II s motorem Walter Major)

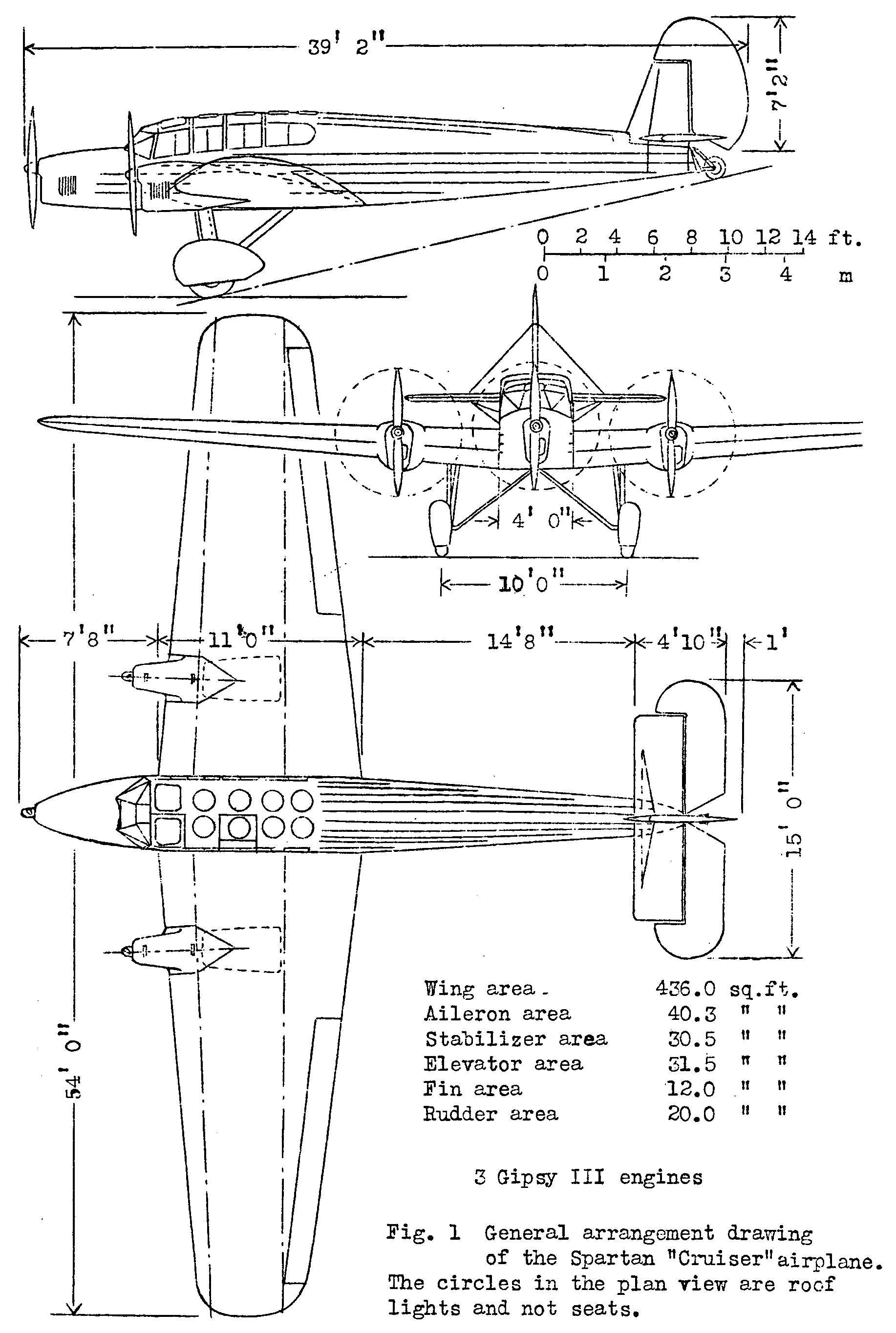
Spartan Cruiser

Data ze zdroje

### Technické údaje
- Osádka: 2
- Kapacita: 6 cestujících
- Rozpětí: 16,5 m
- Délka: 11,95 m
- Nosná plocha: 40,5 m²
- Hmotnost prázdného letounu: 1650 kg
- Užitečné zatížení: 980 kg
- Vzletová hmotnost: 2630 kg
- Pohon: 3 motory Walter Major 4 o výkonu 120-130 k (88,3-95,6 kW)

### Výkony
- Maximální rychlost: 220 km/h
- Cestovní rychlost: 190 km/h
- Výstup na 3000 m:
- Dostup: 4570 m
- Dolet: 500 km, po úpravě 820 km, s příd. nádrží 1500 km